# Kujō Michinori
Kujō Michinori (九条 道教) (1315 - 1349), fils de Kujō Moronori et fils adopté de Kujō Fusazane, est un noble de cour japonais (kugyō) de l'époque de Kamakura (1185–1333). Il exerce la fonction de régent kampaku en 1342. Son fils est Kujō Tsunenori.

## Source de la traduction
- (en) Cet article est partiellement ou en totalité issu de l’article de Wikipédia en anglais intitulé « Kujō Michinori » (voir la liste des auteurs).